# Ogród Botaniczny w Marburgu

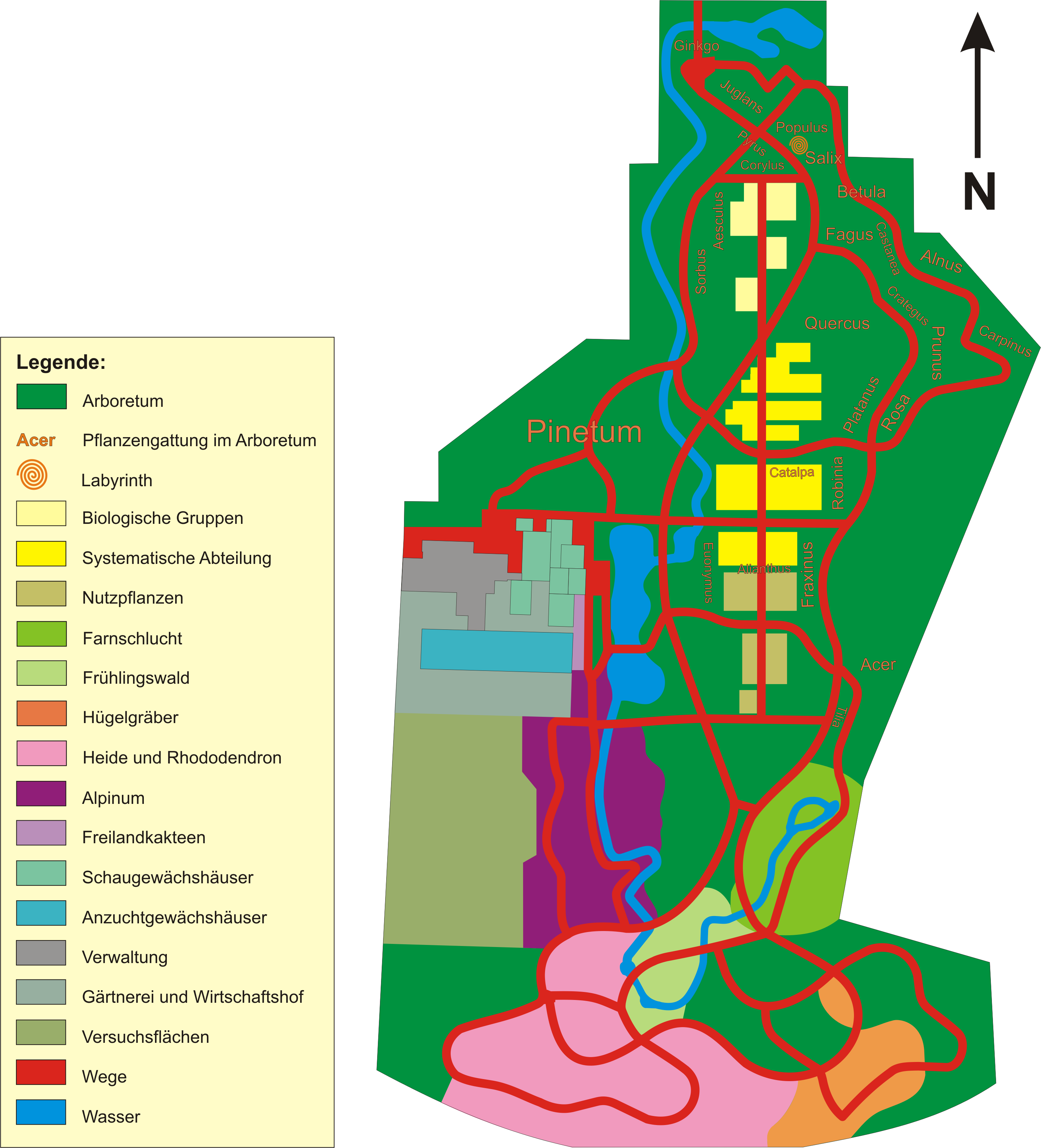
Plan ogrodu

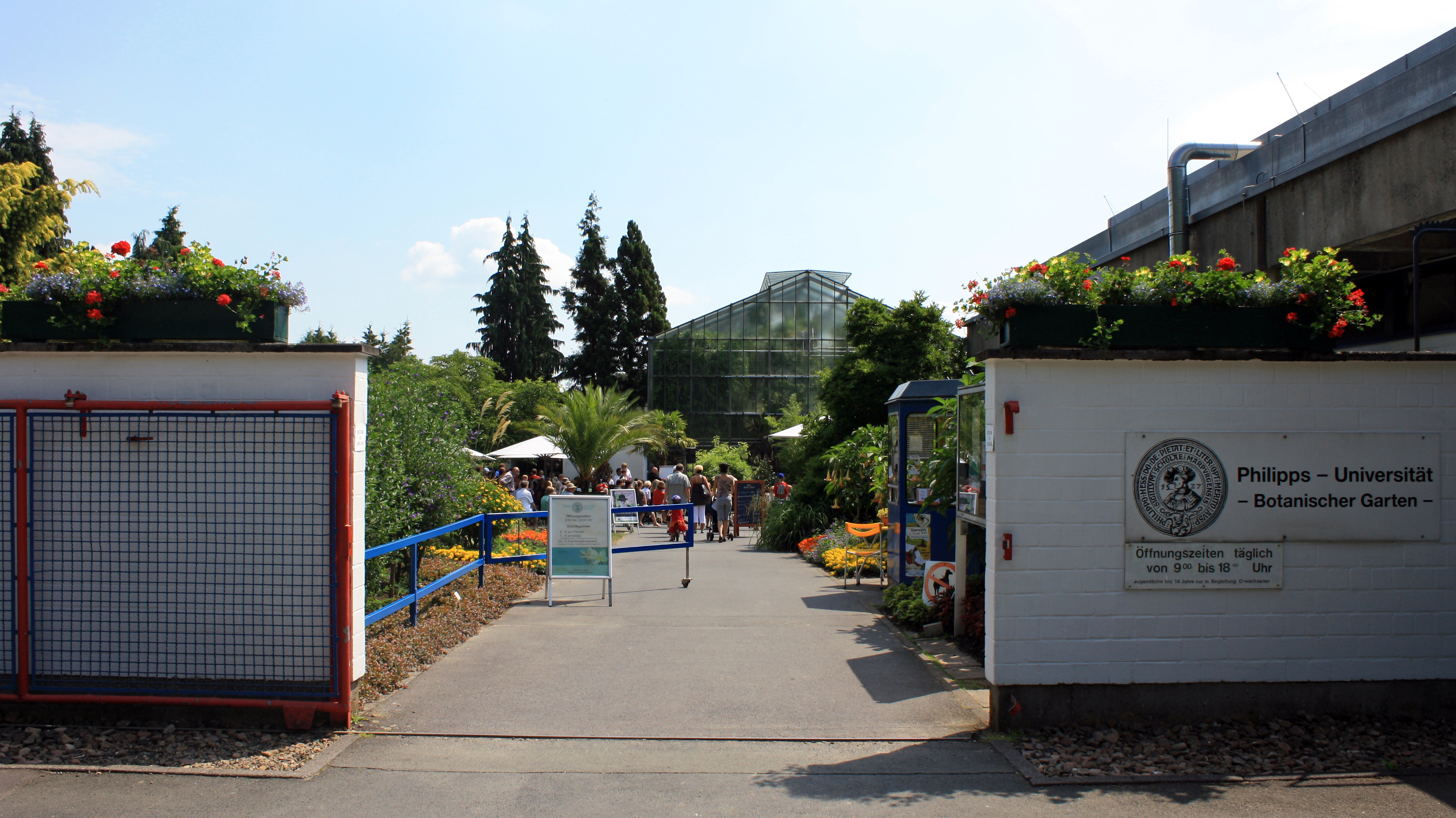
Wejście i tablica informacyjna przy wejściu do ogrodu

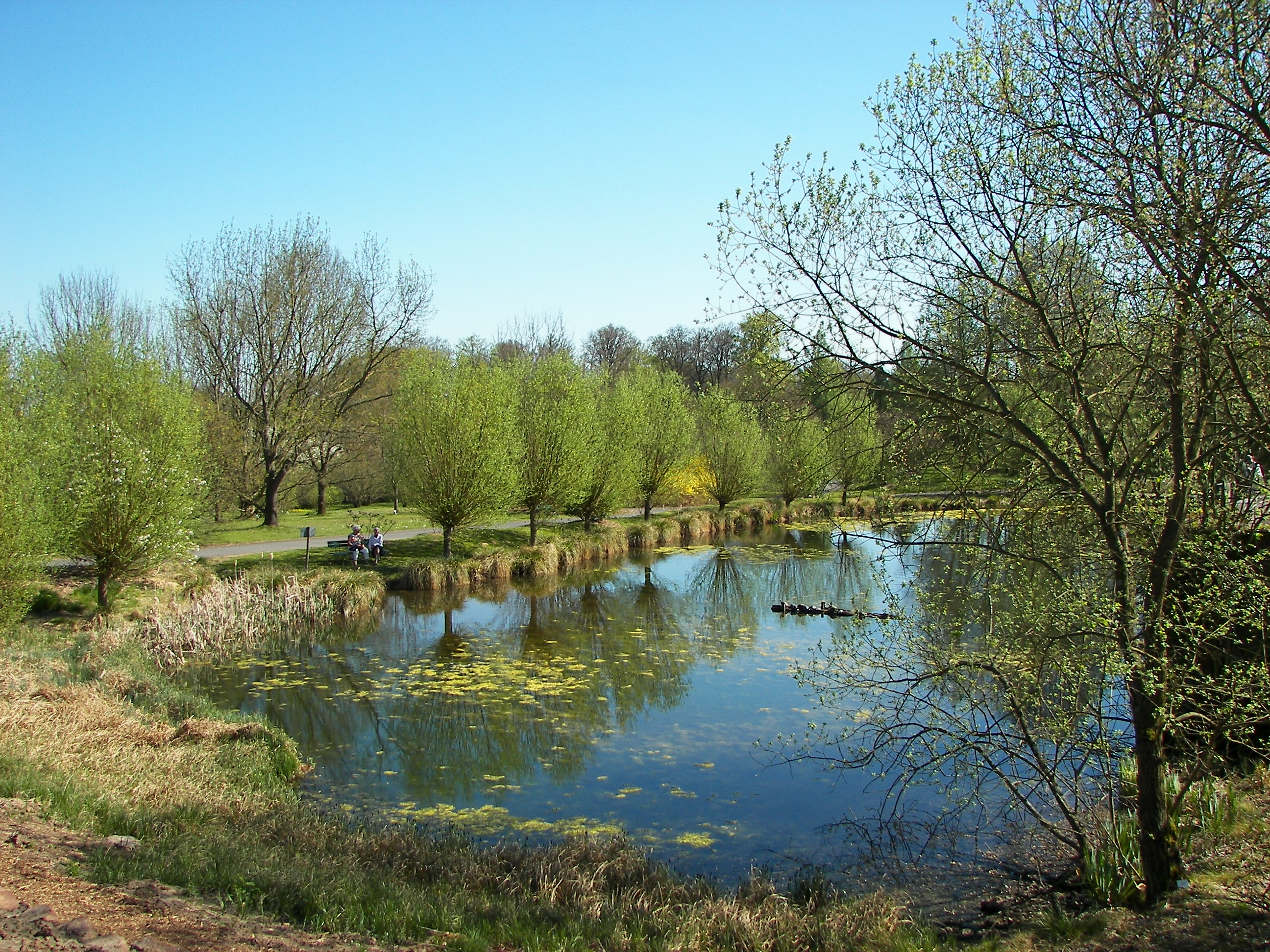
Staw w Ogrodzie Botanicznym w Marburgu

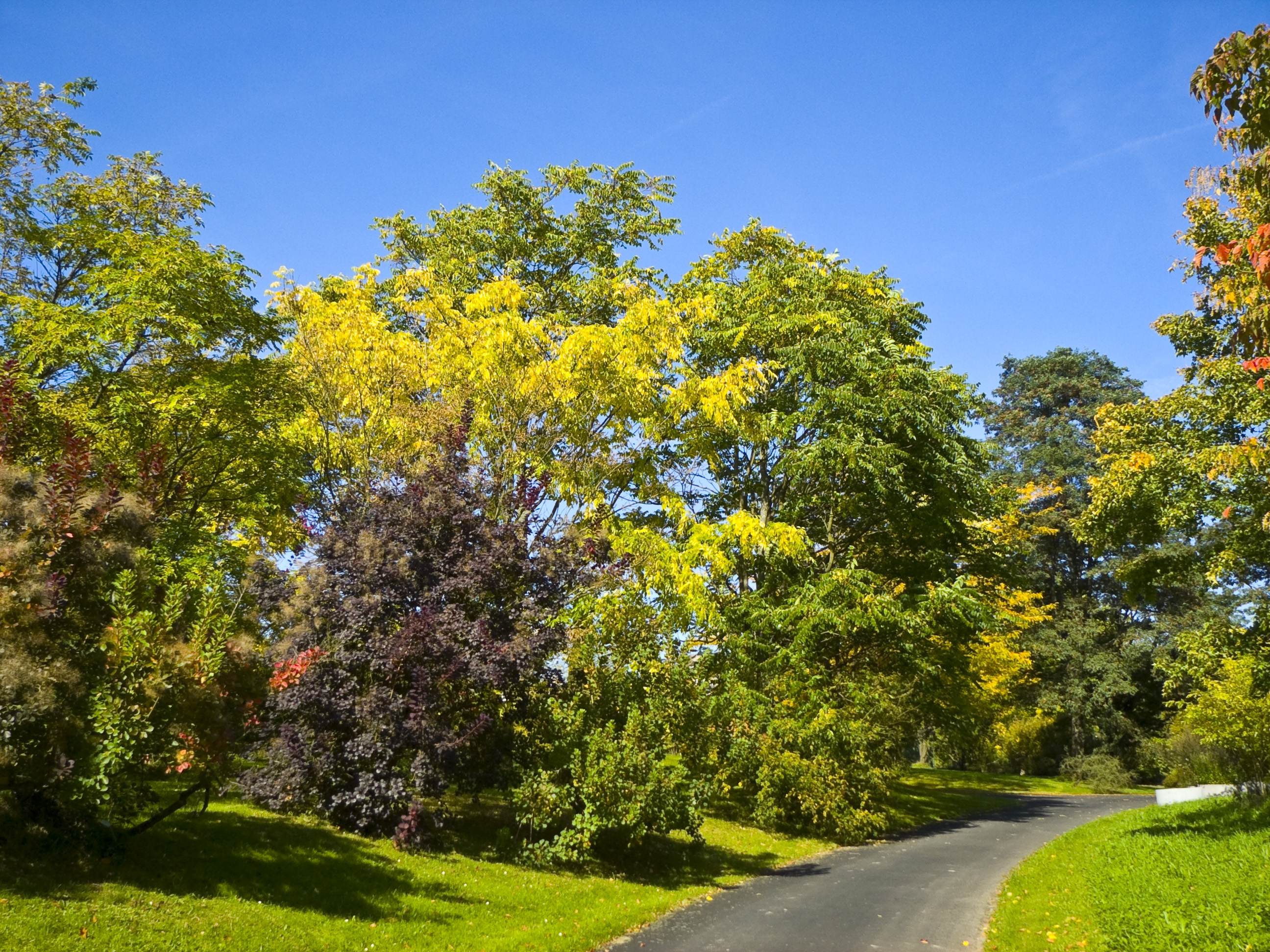
Arboteum

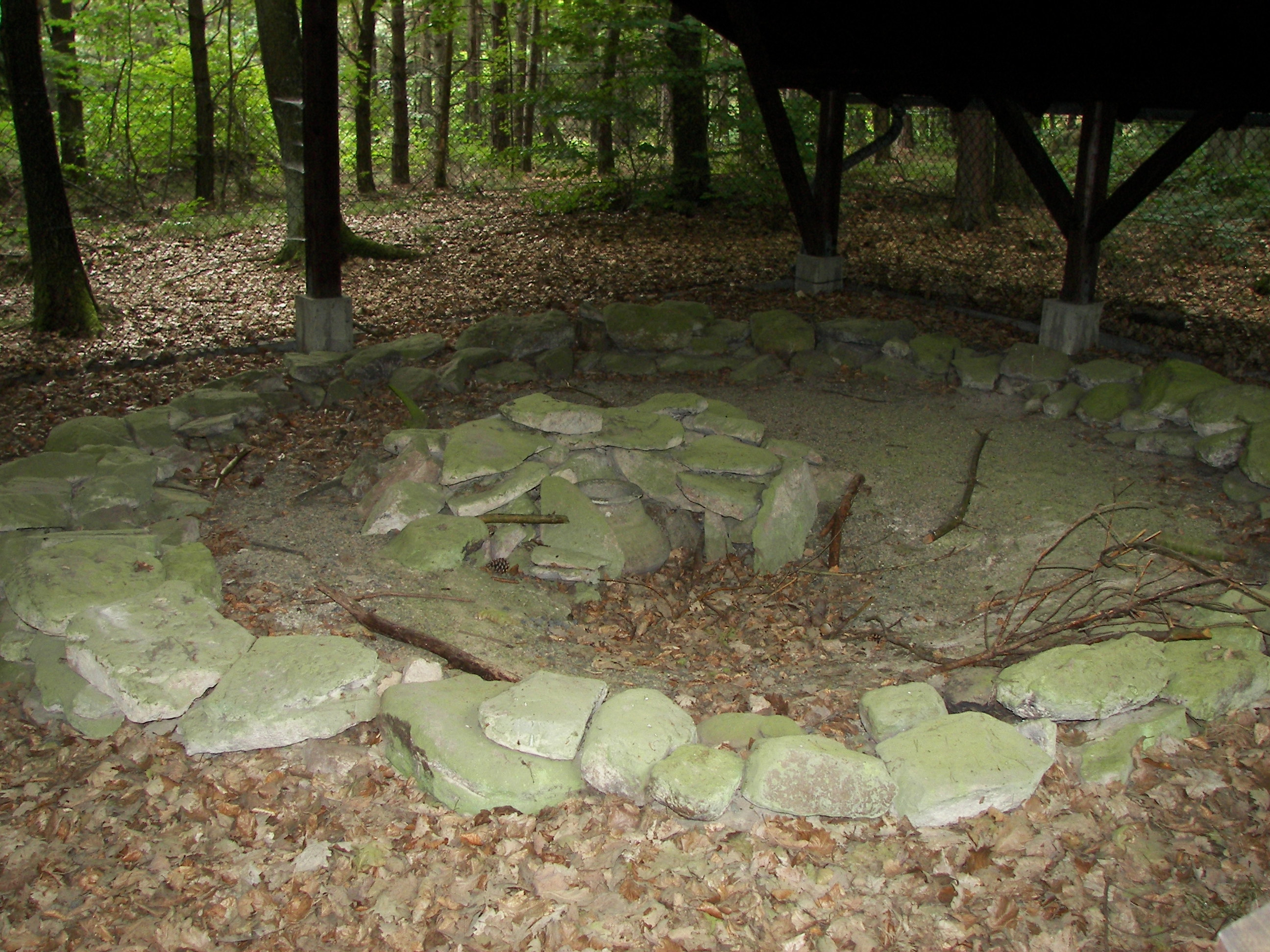
Miejsce pochówku na skraju Ogrodu Botanicznego w Marburgu

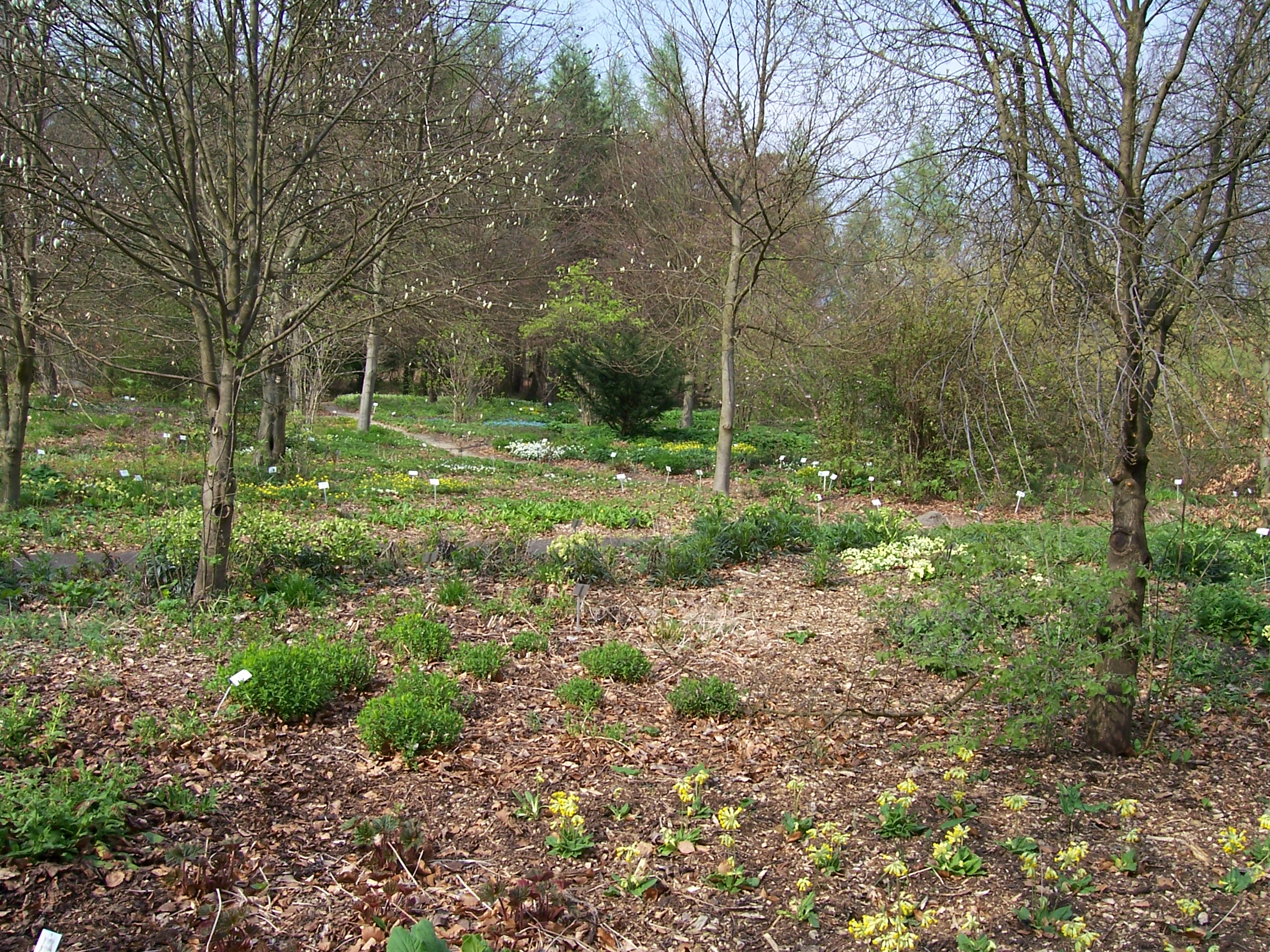

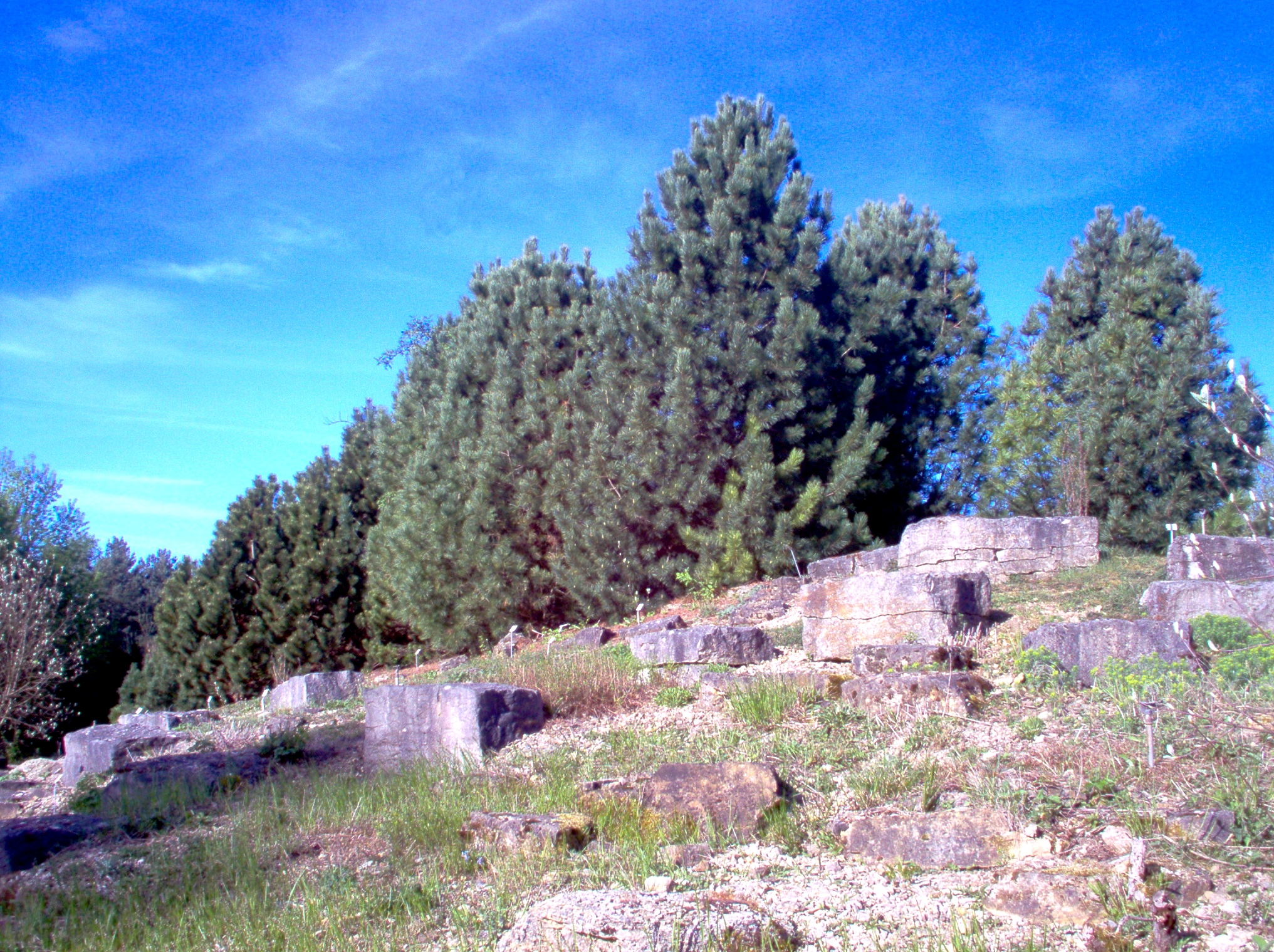
Alpinarium

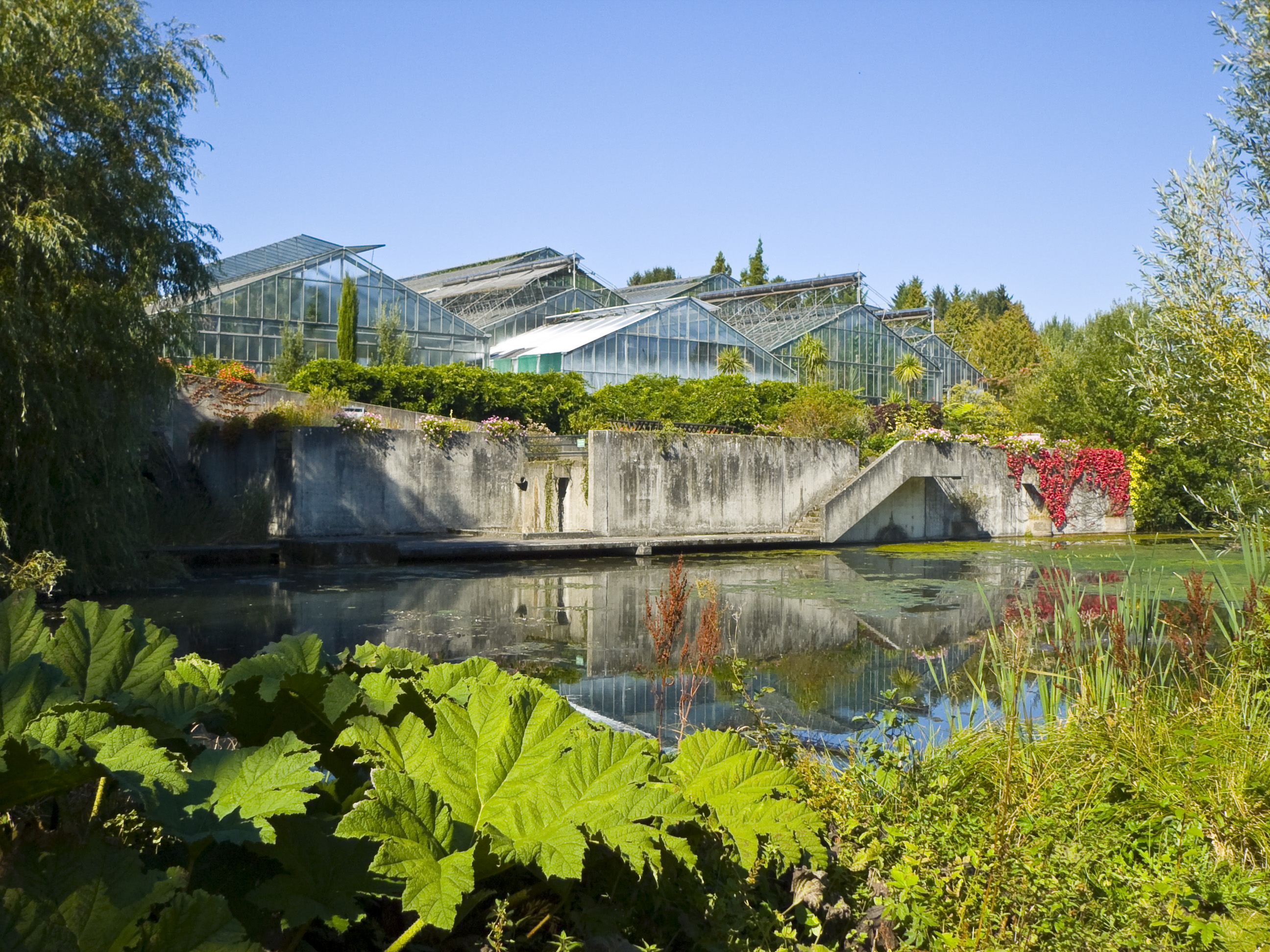
Szklarnie

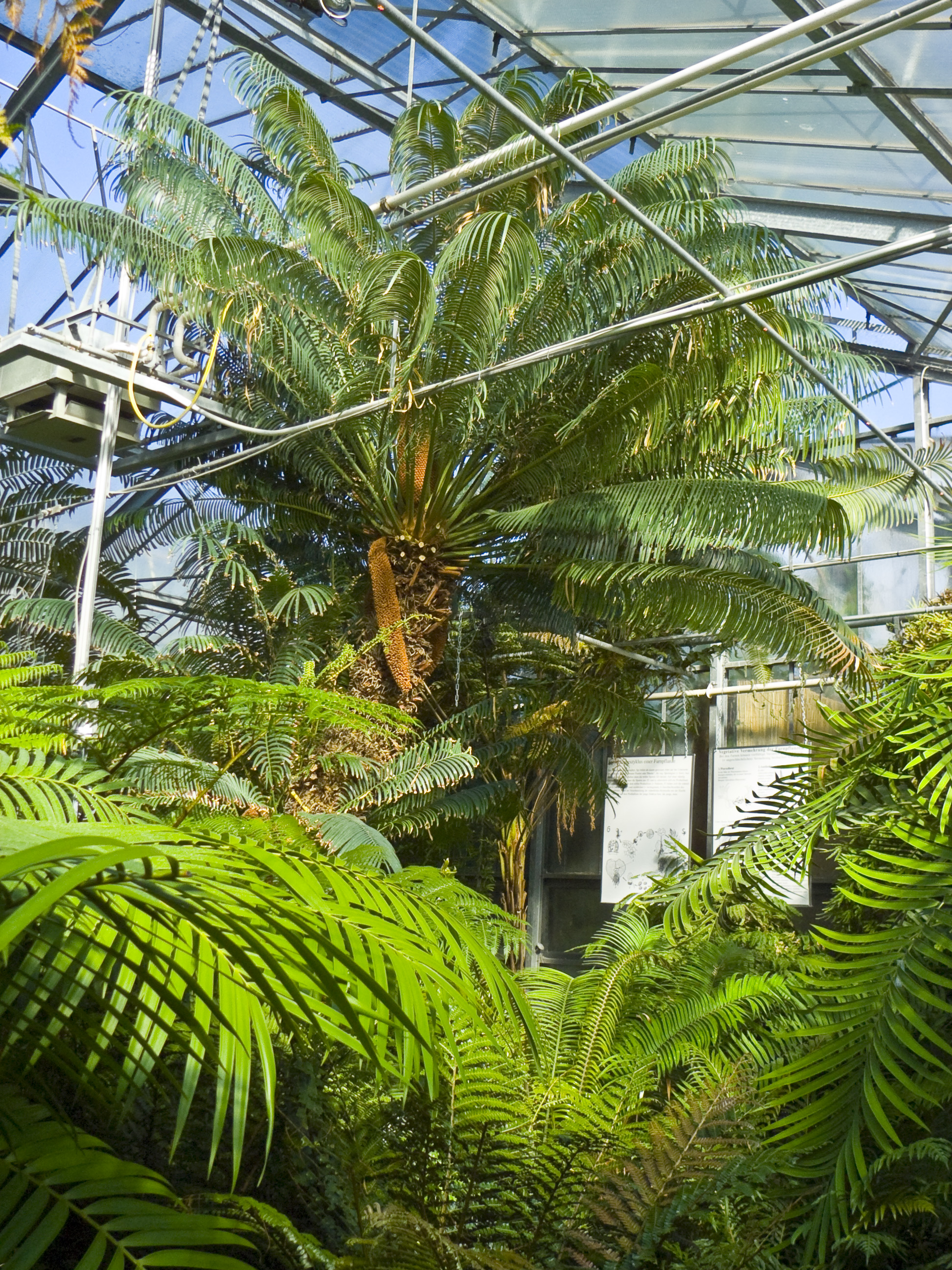
Paprocie tropikalne

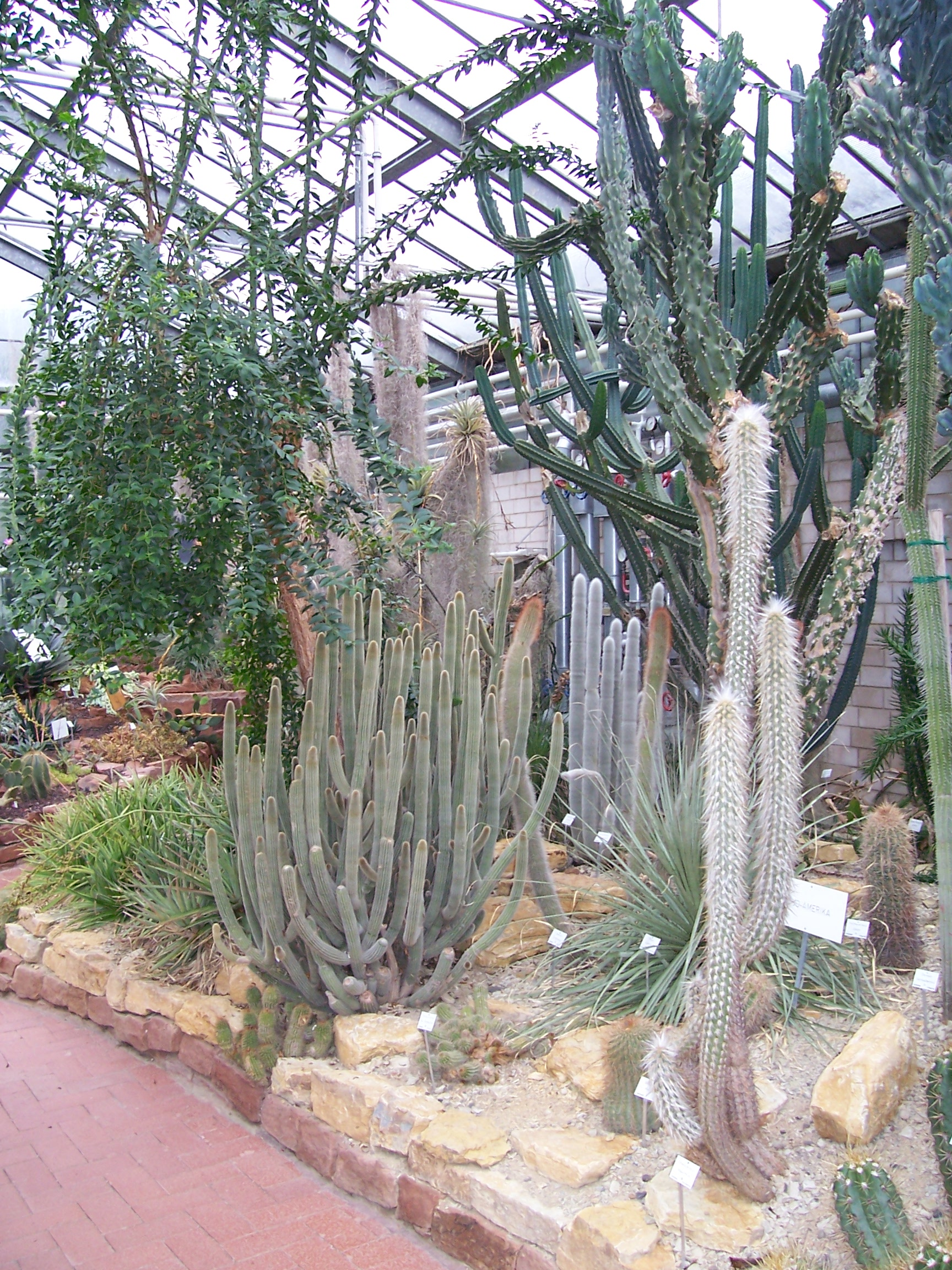
Sukulenty w szklarni Ogrodu Botanicznego w Marburgu

Ogród Botaniczny w Marburgu podlegający Uniwersytetowi Filipa został założony w latach 1961–1977 na górze Lahnberge. Zajmuje około 20 ha i jest jednym z największych ogrodów botanicznych w Niemczech.

## Historia
Z powodu braku miejsca w centrum Marburga w końcu lat 60. XX wieku wydziały nauk przyrodniczych zostały przeniesione na górę Lahnberge, a w sąsiedztwie budynków uniwersytetu utworzono nowy ogród botaniczny.
Ogród został zaprojektowany przez niemieckiego architekta Günthera Grzimka.
Do stworzenia na terenie obiektu stawu i strumienia długości jednego kilometra zużyto w sumie 80 000 metrów sześciennych ziemi. Całkowity koszt projektu z rewitalizacją ogrodu wyniósł 12,4 milionów DM – 6,4 milionów kompleks szklarni, a 6 milionów pozostały obszar.
Uroczyste otwarcie Nowego Ogrodu Botanicznego nastąpiło 1 czerwca 1977, w związku z 450. rocznicą założenia Uniwersytetu w Marburgu.

### Działy tematyczne
Rośliny w Nowym Ogrodzie Botanicznym prezentowane są w następujących działach:
1. Arboretum
Część ogrodu skupiająca kolekcję drzew iglastych. Znajduje się tu również kilka wielkich okazów sekwoi m.in. mamutowiec olbrzymi czy metasekwoja chińska. Na pozostałym obszarze znajduje się wiele innych gatunków drzew, są to: topole, wierzby, brzozy, olchy, buki, dęby, leszczyny i klony.
2. Dział systematyki roślin:
Środkową część Ogrodu zajmuje dział systematyki roślin. Wytyczona w nim i oznakowana trasa umożliwia zapoznanie się z przedstawicielami roślin jednoliściennych w tym wiele gatunków magnolii. Rośnie tu również dużo różnych kosaćców, lilii i roślin trawiastych.
3. Dział roślin leczniczych i użytkowych: 
W części środkowej ogrodu zgromadzono ponadto wiele roślin leczniczych i użytkowych. Kolekcja podzielona jest na: warzywa, używki, rośliny oleiste, włókniste, kauczukodajne i zawierające barwniki oraz węglowodany.
4. Kolekcja paproci:
W centrum ogrodu wzdłuż sztucznego strumienia można oglądać około 80 gatunków paproci.
5. Tumulusy:
W południowej części ogrodu znajdują się tumulusy z młodszej epoki brązu. Miejsca pochówku otoczone są płotkiem i opisane na tablicy informacyjnej umieszczonej w pobliżu.
6. Wrzośce i rododendrony:
W ogrodzie znajduje się duża kolekcja wrzośców i rododendronów. Oprócz dzikich gatunków rododendronów w ogrodzie znajduje się również wiele krzyżówek z tego rodzaju.
7. Las wiosną:
Wiosną w lesie kwitnie przede wszystkim wiele kolorowych bylin i roślin cebulowych: cebulice, tulipany, narcyze, irysy, zawilce, i sasanki. 
8. Alpinarium:
W alpinarium uprawiane są rośliny pochodzące z gór całego świata m.in. z Europy, Azji Zachodniej, Himalajów, Australii i Nowej Zelandii.
9. Labirynt:
5 listopada 2006 kilka kobiet z pomocą artysty Li Shálima w północno-wschodniej części ogrodu utworzyło labirynt.

### Kompleks szklarni
Powierzchnia całego kompleksu szklarni wynosi 1700 m², a wysokość obiektu do kalenicy w najniższym punkcie – 7 m, a najwyższym – 12 m.
- Kolekcja dużych roślin tropikalnych:
  - Powierzchnia: 545 m²
  - Temperatura: 18–20 °C
  - Wysokość (do kalenicy): 12 m
  - Rośliny wilgotnego lasu równikowego:
- Kolekcja roślin z Wysp Kanaryjskich
  - Powierzchnia: 182 m² + 82 m²
  - Temperatura: 8–10 °C w okresie zimy
  - Wysokość (do kalenicy): 7 m
  - Rośliny z Wysp Kanaryjskich
- Rośliny użytkowe:
  - Powierzchnia: 182 m²
  - Temperatura: 20–22 °C
  - Wysokość (do kalenicy): 7 m
  - Tropikalne rośliny użytkowe m.in.: ananas (Ananas comosus) i kawa (Coffea arabica)
- Roślinność Amazonii:
  - Powierzchnia: 123 m²
  - Temperatura: 22 °C
  - Temperatura wody 28 °C
  - Wysokość (do kalenicy): 6 m
  - Rośliny wodne z rejonu Amazonki
- Kolekcja paproci:
  - Powierzchnia: 182 m²
  - Temperatura: 18–20 °C
  - Wysokość (do kalenicy): 7 m
  - Paprocie tropikalne
- Kolekcja sukulentów:
  - Powierzchnia: 227 m²
  - Temperatura: 12 °C w okresie zimy
  - Wysokość (do kalenicy): 7 m
  - Kaktusy i inne sukulenty
- Rośliny buszu:
  - Powierzchnia: 182 m²
  - Temperatura: 8–10 °C w okresie zimy
  - Wysokość (do kalenicy): 7 m
  - Rośliny z Australii, szczególnie z buszu.
- Kolekcja roślin mięsożernych:
  - Rośliny nie są dostępne publicznie można je oglądać z zewnątrz.